# Viverriscus
Viverriscus — вимерлий рід хижоморфних ссавців. Скам'янілості знайдено в таких країнах: США (Міссісіпі). Описано такі види: Viverriscus omnivorus.